# Matěj Chaluš
Matěj Chaluš, född 2 februari 1998 i Prag, är en tjeckisk fotbollsspelare som spelar för Baník Ostrava.

## Karriär
Den 2 februari 2022 skrev Chaluš på ett fyraårigt kontrakt med den allsvenska klubben Malmö FF. I januari 2023 lånades han ut till FC Groningen på ett låneavtal fram till sommaren. I juni 2023 lånades Chaluš ut till sin tidigare klubb Slovan Liberec på ett låneavtal över resten av året. I januari 2024 förlängdes låneavtalet fram till sommaren.
Den 28 juni 2024 värvades Chaluš av Baník Ostrava, där han skrev på ett treårskontrakt.